# 稀土元素
稀土元素（英語：rare-earth element，REE），或称稀土金屬，简称稀土，是元素周期表中第3族之钪、钇和镧系元素共17种金屬化學元素的合称，皆屬於副族元素。稀土元素皆為質地較軟的銀白色金屬，彼此之間具有非常相似的化学性质，總是在矿床中共生，故難以分離、提取。
与其名称暗示的不同，實際上稀土元素在地壳中的豐度並不低（放射性的钷除外），其中含量最高的铈在地壳元素豐度排名第25，占0.0068%，与铜相當。雖然稀土元素並不稀有，但由於其地球化學特性，它們在地殼中的分佈相當分散，很少有稀土元素富集到容許商業开采的程度；此外，其彼此之間相似的化學性質導致它們傾向於兩兩或多種一起伴生於礦物中，而難以將稀土元素彼此單獨分離，導致開採和提取上的困難，因此被稱為「稀土」元素。稀土元素在礦藏中常與放射性錒系元素共生，以釷為主，鈾礦中較為少見。鉕是稀土元素中唯一的放射性元素，且其所有同位素的半衰期都很短，在自然界中主要作為鈾-238自發分裂的產物而痕量生成於鈾礦中，含量極為稀少。
第一种被人类发现的稀土矿物是硅铍钇矿，一種主要由鈰、釔、鈹、鐵、矽等元素組成的黑色礦物，為1787年从瑞典伊特比村的矿井中所提取出，有四種稀土元素的英文名称都是源自于此地（釔、鋱、鉺和鐿）。
稀土元素屬於化學性質較活潑的金屬，在週期表的各類金屬元素中其反應性僅次於鹼金屬和鹼土金屬，其中鑭系元素的反應性有隨著原子序數增加而逐漸降低的趨勢（銪除外）。室溫下，稀土金屬在空氣中表面會逐漸失去光澤；與水蒸氣接觸會反應生成氧化物；與冷水接觸則會反應生成氫氧化物並釋出氫氣。在400°C以上的高溫中會自燃。
稀土元素及其化合物在絕大多數生物體內並沒有已知的生物學功能，且其水溶性化合物具有輕度至中度毒性，但難溶性化合物則沒有。
稀土元素在電氣及電子元件、雷射器、玻璃、磁鐵和工業及化學催化劑等領域中有著多樣且廣泛的應用，但由於它們在產業中不像鐵和鋁等卑金屬需要使用龐大的體積或消耗巨大的用量，且大多應用於較專業的用途，因此它們的名稱和屬性並不為一般大眾所熟知。在日常生活中最容易見到的可能是磁性很強的釹磁鐵（人造永磁体），在一些商家作為新奇的玩具出售。
化學家安德烈亞·賽拉認為：稀土元素與週期表中其他元素的不同之處在於：從原子結構上來看，它們彼此之間的化學性質幾乎完全相同，幾乎是無法相互分離的。然而，就其電子特性和磁性質而言，每種稀土元素在我們的科技產業中都佔據著獨一無二的崗位，沒有任何其他的元素可以取代。例如：「鐠（Pr）和釹（Nd）都可摻入玻璃中，以在吹製玻璃時，完全消除火焰中的眩光。」

## 元素列表
稀土金属包括15個镧系元素：镧（La）、铈（Ce）、镨（Pr）、钕（Nd）、钷（Pm）、钐（Sm）、铕（Eu）、钆（Gd）、铽（Tb）、镝（Dy）、钬（Ho）、铒（Er）、铥（Tm）、镱（Yb）、镥（Lu）以及与镧系元素密切相关的两个元素：钇（Y）和钪（Sc）。
下表列出了17個稀土元素之名稱、原子序數、元素符號、名稱的詞源、應用範圍及其在地殼中的豐度。
| 原子序数 | 化學符號 | 名稱 | 英文名       | 詞源                                                                                          | 應用範圍 | 豐度 （ppm） |
| -------- | -------- | ---- | ------------ | --------------------------------------------------------------------------------------------- | --- | ------------ |
| 21       | Sc       | 钪   | Scandium     | 源自第一個稀土矿石被發現的半岛斯堪的纳维亚之拉丁语名"Scandia"。                               | 铝钪合金（用于航空、航太及體育用品等）、金屬鹵化物燈、牙科的摻鉺鉻釔鈧鎵石榴石（Er,Cr:YSGG）雷射器、三氟甲磺酸鈧用作有機合成催化劑等 | 22           |
| 39       | Y        | 钇   | Yttrium      | 源自第一个稀土矿石被发现的地方，瑞典伊特比村之名（Ytterby）。                                 | 釔鋁石榴石（YAG，用於雷射器、磷光體、人造寶石等）、摻銪的釔化合物用作映像管紅色磷光體、钇钡铜氧（YBCO）高溫超導体、釔安定氧化鋯（YSZ）陶瓷材料、钇铁石榴石（YIG，用於微波濾波器等）、省電燈泡的螢光粉塗層、火星塞、合金添加劑、煤氣燈紗罩、癌症的放射治療（釔-90）、照相機和折射望遠鏡鏡頭等 | 33           |
| 57       | La       | 镧   | Lanthanum    | 源自希臘語"lanthanon"，意為隐藏。                                                             | 石油流化催化裂化（FCC）催化劑、儲氫合金、高折射率及耐鹼性玻璃、混合稀土金属燧石、電池電極、照相機和折射望遠鏡鏡頭、拋光研磨劑、去除導致水域優養化的磷酸鹽、碳酸镧用作腎衰竭時的磷酸盐结合剂等                                                                                                | 39           |
| 58       | Ce       | 铈   | Cerium       | 源自矮行星穀神星（Ceres）之名。穀神星是以羅馬神話的農業女神刻瑞斯（Ceres）之名命名的。        | 石油流化催化裂化催化劑、拋光研磨劑、硝酸鈰銨等鈰(IV)化合物用作化學及工業用氧化剂、玻璃和陶瓷的黃色染料、打火機的鈰鐵燧石、渦輪發動機葉片的穩固疏水性塗層、摻鈰釔鋁石榴石（Ce:YAG，用於白色LED、水銀燈、陰極射線管、閃爍體等）、煤氣燈紗罩等                                                  | 66.5         |
| 59       | Pr       | 镨   | Praseodymium | 源自希臘語"prasios"，意為韭菜綠，以及"didymos"，意為双胞胎。                                  | 稀土磁鐵、拋光研磨劑、摻鐠氟化釔鋰（Pr:YLF）雷射器、弧光燈核心、玻璃和琺瑯的黃色染料、鐠釹玻璃（用於焊接護目鏡）、單模光纖放大器摻雜劑等 | 9.2          |
| 60       | Nd       | 钕   | Neodymium    | 源自希臘語"neo"，意為新的，以及"didymos"，意為双胞胎。                                        | 稀土磁鐵（釹磁鐵）、雷射材料摻雜劑（如摻釹釔鋁石榴石（Nd:YAG）、摻釹氟化釔鋰（Pr:YLF）等，用於醫療、牙科和工業等領域）、拋光研磨劑、玻璃和陶瓷的紫色染料、鐠釹玻璃等 | 41.5         |
| 61       | Pm       | 钷   | Promethium   | 源自希腊神话中盗火者普罗米修斯（Prometheus）之名。                                            | 核電池、螢光漆等 | 1×10-15      |
| 62       | Sm       | 钐   | Samarium     | 源自稀土矿石铌钇矿（Samarskite）。铌钇矿是以俄罗斯矿務官Vasili Samarsky-Bykhovets之名命名的。 | 稀土磁鐵（釤鈷磁鐵）、化學反應催化劑、有機合成試劑、雷射器、混合稀土金属燧石、邁射、核反應爐的控制棒等 | 7.05         |
| 63       | Eu       | 铕   | Europium     | 源自歐洲（Europe）。                                                                          | 紅色和藍色磷光體（用於電視螢幕、日光燈、螢光墨水等）、雷射器、核反應爐的控制棒等 | 2            |
| 64       | Gd       | 钆   | Gadolinium   | 源自約翰·加多林（Johan Gadolin）之名，以紀念他對稀土研究的貢獻。                              | MRI顯影劑、X射線探測器的磷光體塗層、二氧硫化釓閃爍體、鋼與鉻合金添加劑、磁光材料（如摻釓釔鋁石榴石（Gd:YAG）等）、摻釓二氧化鈰（GDC）用作固態氧化物燃料電池之陶瓷電解質、磁致冷冰箱、核反應爐的控制棒等                                                                                      | 6.2          |
| 65       | Tb       | 铽   | Terbium      | 源自瑞典伊特比村之名。                                                                        | 綠色磷光體（用於電視映像管、日光燈、X射線探測器等）、釹磁鐵添加劑、磁光材料（如鋱鎵石榴石（TGG）等）、磁致伸縮合金（如Terfenol-D，用於執行器、海軍聲納系統、感測器等）等 | 1.2          |
| 66       | Dy       | 镝   | Dysprosium   | 源自希臘語"dysprositos"，意為难以获得。                                                       | 釹磁鐵添加劑（用於電動車馬達和風力發電機等）、磁光材料、雷射器、磁致伸縮合金（如Terfenol-D）、金屬鹵化物燈、核反應爐的控制棒、摻鏑釔鋁石榴石（Dy:YAG，用於螢光光纖測溫系統及白色LED等）等 | 5.2          |
| 67       | Ho       | 钬   | Holmium      | 源自其发现者的故乡斯德哥尔摩之拉丁语名"Holmia"。                                              | 雷射材料摻雜劑（如摻鈥釔鋁石榴石（Ho:YAG）、摻鈥氟化釔鋰（Ho:YLF）等，用於醫療、牙科和光纖等領域）、玻璃著色劑、氧化鈥玻璃用作分光光度計波長校正標準、稀土磁鐵、金屬鹵化物燈、核反應爐的控制棒等                                                                                             | 1.3          |
| 68       | Er       | 铒   | Erbium       | 源自瑞典伊特比村之名。                                                                        | 雷射材料摻雜劑（如摻鉺釔鋁石榴石（Er:YAG）、摻鉺鉻釔鈧鎵石榴石（Er,Cr:YSGG）等，用於醫療、牙科等領域）、光纖放大器摻雜劑（摻鉺光纖放大器）、玻璃的粉紅色染料、上轉換奈米粒子摻雜劑、釩鋼等合金添加劑、核反應爐的控制棒等                                                                     | 3.5          |
| 69       | Tm       | 铥   | Thulium      | 源自希腊神话中的北方神秘之地图勒（Thule）。                                                        | 雷射材料摻雜劑（如摻銩釔鋁石榴石（Tm:YAG）、鈥-鉻-銩-三摻雜釔鋁石榴石（Ho:Cr:Tm:YAG）等，用於醫療、軍事、氣象學等領域）、上轉換奈米粒子摻雜劑、便携式X射线机（銩-170）、金屬鹵化物燈等 | 0.52         |
| 70       | Yb       | 镱   | Ytterbium    | 源自瑞典伊特比村之名。                                                                        | 雷射材料摻雜劑、光纖摻雜劑、不銹鋼摻雜劑、原子鐘、上轉換奈米粒子摻雜劑、便携式X射线机（鐿-169）、監測地震的應力計、紅外線火焰干擾裝置等 | 3.2          |
| 71       | Lu       | 镥   | Lutetium     | 源自法國村鎮Lutetia之名（为現今巴黎）。                                                       | 石油流化催化裂化催化劑、PET的閃爍體、鎦鋁石榴石（LuAG，用於雷射器、透明陶瓷、LED磷光體等）、癌症的放射治療（鎦-177）等 | 0.8          |

1. ↑  在地殼中的濃度為百萬分之幾，例如鉛為13ppm
2. ↑  钷沒有穩定同位素，在自然界中僅痕量存在，因此大多數鉕是在核反應爐中人工合成的。

## 歷史
稀土元素都是作為礦物成分之一、而不是以純元素態被發現的，第一個被發現的稀土礦物是由瑞典軍官（業餘地質學家和化學家）卡爾·阿克塞爾·阿列紐斯於1787年在瑞典伊特比村（Ytterby）的一個採石場發現的，以其發現地將該礦物命名為“ytterbite”（在1800年更名為gadolinite，中文稱作矽鈹釔礦）。
阿列紐斯所發現的“ytterbite”被交到瑞典奧布皇家學院教授約翰·加多林手上，加多林從礦石中分離出了一種未知的氧化物，他將其稱為yttria（即氧化釔）。而另一位瑞典分析化學家安德斯·古斯塔夫·埃克貝格從礦石中分離出鈹，但未能識別出礦石中其他的元素。在前項1794年的發現後，化學家永斯·貝吉里斯和物理學家兼化學家威廉·希辛格重新研究了從瑞典里達爾許坦附近的巴斯特納斯挖掘出的礦物，該礦物原先被認為是鐵鎢礦物。1803年，兩人從中得到了一種白色氧化物，取名為ceria（二氧化鈰）。此外，普魯士王國化學家馬丁·克拉普羅特也獨立發現了相同的氧化物，他稱其為ochroia。
因此，直到1803年已發現兩種稀土元素：釔（yttrium）和鈰（cerium），但研究人員又花了30年的時間才確定這兩種氧化物（ceria和yttria）中含有其他未知的元素（由於稀土元素間相似的化學性質，導致難以將它們相互分離）。
1839年，永斯·貝吉里斯的助手卡爾·古斯塔夫·莫桑德通過加熱硝酸鹽並將產物溶解硝酸中，將ceria樣品中不溶於硝酸的二氧化鈰分離了出來，他將溶解於硝酸中的氧化物稱為lanthana（氧化鑭）。他又花了3年時間把lanthana進一步分離成didymia（氧化鐠釹）和純的氧化鑭。Didymia實際上仍為多種稀土氧化物的混合物，但以莫桑德當時的技術無法將其進一步分離。
1842年，莫桑德將yttria分離成三種氧化物：純的yttria、terbia（當時指氧化鉺）和erbia（當時指氧化鋱），三者名稱均源於伊特比村之名。他將形成粉紅色鹽類的稀土命名為terbium（當時指鉺），形成黃色過氧化物的稀土則命名為erbium（當時指鋱）。
因此在1842年，已知的稀土元素數量共有六種：釔（yttrium）、鈰（cerium）、鑭（lanthanum）、didymium、鉺（erbium）和鋱（terbium）。
另外，1839年時人們在帝俄烏拉山脈南部的米阿斯發現了第三個稀土元素的來源，是一種類似於矽鈹釔礦的礦物，被命名為uranotantalum（如今稱為samarskite，中文稱作鈮釔礦）。該礦物被德國籍礦物學家古斯塔夫·羅斯留下記錄。1847年，俄羅斯化學家R. Harmann在對鈮釔礦進行分析後提出在該礦物中存在一種類似於鈮和鉭的新元素，並將其命名為「ilmenium」（源自烏拉山脈的伊爾門山）。但後來瑞典礦物學及化學家克里斯蒂安·威爾海姆·布隆斯特蘭德、瑞士化學家讓-夏爾·加利薩·德馬里尼亞和德國礦物學家海因里希·羅斯證明ilmenium只是鈮和鉭的混合物。

### 光譜鑑定
在1842年後的30年間，稀土元素領域並沒有進一步的發現。當時didymium被視為一個元素並列入元素週期表中，分子量為138。
1878年，讓-夏爾·加利薩·德馬里尼亞將從矽鈹釔礦取得的硝酸鉺分段結晶後，從中發現不同於粉紅色氧化鉺的白色結晶，將其命名為ytterbia（氧化鐿），並推斷其是一種名為ytterbium（鐿）的新元素形成的化合物。
1879年，馬克·德拉方丹利用原子發射光譜法在didymium中發現了幾條新的譜線，據此推測didymium並非純元素，而是混合物。同年，保羅·德布瓦博德蘭從鈮釔礦（samarskite）中提煉出的didymium樣本中分離出了新元素釤（samarium），但仍無法證實關於didymium本身非純元素的猜測。
同樣於1879年，拉斯·弗雷德里克·尼爾森和他的團隊從黑稀金礦和矽鈹釔礦中通過光譜分析發現並分離出新元素鈧。接著瑞典化學家佩尔·特奥多尔·克莱韦對尼爾森分離出鈧後的含鉺殘餘物進行光譜分析，並使用莫桑德的方法從氧化鉺中分離出了兩種新物質，分別為綠色及棕色。克莱韦將棕色物質命名為holmia（氧化鈥），綠色物質命名為thulia（氧化銩）。
1884年，卡爾·奧爾·馮·韋爾斯巴赫從不純的didymia中分離出氧化鑭後，對提純後的didymium複鹽進行分段結晶。歷經極度費時費力的百餘次分段結晶後，韋爾斯巴赫最終於1885年成功地將didymium鹽拆分為二，並以光譜學手段證實其確為兩種不同元素的鹽。韋爾斯巴赫將量較多且鹽為淺紫色者命名為neodidymium（釹，意為新的didymium）；鹽為綠色者則命名為praseodidymium（鐠，意為綠色的didymium）。之後兩個新元素的名稱很快地被簡化為neodymium和praseodymium。
1886年，德布瓦博德蘭再度對samaria（氧化釤）進行分離程序並有了新發現，同時讓-夏爾·加利薩·德馬里尼亞通過直接對鈮釔礦進行分離亦得到了類似的結果，他們以約翰·加多林的名字將新元素命名為gadolinium（釓），釓的氧化物則命名為gadolinia。同年，德布瓦博德蘭使用分段沉澱法從氧化鈥中分離出了一種新元素的氧化物，並將新元素命名為dysprosium（鏑）。
1886年至1901年，英國物理學家及化學家威廉·克魯克斯、保羅·德布瓦博德蘭和法國化學家尤金·德馬塞對samaria、yttria和鈮釔礦做進一步的光譜分析，得出了幾條新的光譜線，表明其中仍有未知元素存在。1901年，以分段結晶法從這些氧化物中分離出了新元素銪。
1902年，捷克化學家博胡斯拉夫·布勞納發現週期表所有相鄰的已發現稀土元素中，釹和釤之間的性質差異是最大的，因此他推測兩者之間有一個未知元素。
1907年，法國化學家喬治·佑爾班將德馬里尼亞發現的ytterbia又分離成兩種氧化物：neoytterbia和lutecia。Neoytterbia後來被確認只是更純的氧化鐿，而lutecia則是新元素lutecium（鎦）的氧化物。至此，已發現的稀土元素數量達到了16種。
當時科學家們並不清楚稀土元素的確切數量，估計最多可能有25種。1913-1914年，英國物理學家及化學家亨利·莫斯利使用X射線發射光譜法測量了多種化學元素的電磁波譜，發現一個元素原子的電子層受激發後產生的X射線的頻率之平方根與該元素的原子序數成線性比（稱為莫斯利定律）。莫斯利測定出了當時所有已發現元素的原子序數，確定在鹼土金屬鋇（56號）和過渡金屬鉭（73號）之間應當有16個元素存在，而該範圍內除了61號元素和72號元素尚屬未知之外，其餘14個元素都已經被發現，即前述16種已發現的稀土元素中除去21號的鈧和39號的釔後所剩下的14種（即今日所謂的鑭系元素）。此一研究成果證實了先前布勞納的猜測，即在釹（60號）和釤（62號）之間的確存在未知的61號元素。
1911年，喬治·佑爾班聲稱他在1907年製備的稀土樣本中含有72號元素。1921年，英國物理化學家查爾斯·魯傑利·伯里根據尼爾斯·玻爾的原子理論，指出72號元素應該並非稀土元素，而是與鋯性質相似的IVB族過渡金屬，也就是說，72號元素不會在稀土礦物中出現，而應當從含鋯和鈦的礦石中尋找，該觀點得到玻爾等人的支持。1923年，匈牙利化學家喬治·德海韋西和荷蘭物理學家迪爾克·科斯特根據玻爾等人的推論，對多種含鋯礦石進行了X射線光譜分析，果真在鋯石中發現了72號元素鉿，證實其並非稀土元素。
至於61號元素在歷經多組科學家團隊錯誤的發現報告後，約瑟夫·馬陶赫於1934年提出馬陶赫同量異位素規則，推導出61號元素無法形成穩定同位素，在自然界中可能無法大量存在。最終於1945年，雅各布·A·馬林斯基、勞倫斯·E·格蘭丹寧和查爾斯·D·科耶爾在美國柯林頓實驗室將鈾燃料置於石墨反應爐中輻照後，於其裂變產物中發現了61號元素鉕，至此週期表上最後一個稀土元素的空缺終於被補全。

### 分離史
稀土金屬的主要來源是氟碳鈰礦、獨居石、鈰鈣鈦礦以及紅土型離子吸附黏土。雖然稀土元素在地殼中的蘊藏量相對豐富，但與過渡金屬相比，稀土金屬更加難以開採和提煉（原因包括其在地殼中分布稀散，且彼此間化學性質非常相似，難以分離），而使得稀土金屬的價格相對昂貴。早期科學家主要是通過反覆沉澱或結晶來分離、萃取出個別的稀土金屬，不但難度高、成本高且費時耗力，因此當時稀土金屬在工業上的應用非常有限。歷史上稀土元素的早期用途大多使用多種稀土混合而成的合金，例如混合稀土金屬、鈰鐵合金等，以減少分離成本。至今混合稀土金屬仍大量用於石油流化催化裂化等領域。
在1940年代，美國的法蘭克·史彼丁等人在曼哈頓計劃執行期間開發出化學離子交換程序來分離和提純錒系元素，從鈾、釷、錒等核反應爐所產出的錒系元素混合物中分離出鈽-239和錼。鈽-239是一種可裂變物質，在軍事及工業上有巨大的需求。該方法後來也被用於提取稀土元素。在離子交換和溶析法等高效的分離技術面世之後，稀土元素才開始在各個領域中展露頭角，在產業中的重要性大幅提升。
一些鈦鐵礦的濃縮物含有少量的鈧和其他稀土元素，可透過X射線熒光光譜儀（XRF）分析而得。

## 分類

### 早期分類
在使用分段沉澱或結晶來分離稀土的年代，稀土礦石經過初步分離後的產物通常分為兩大類：鈰土（包括鈧、鑭、鈰、鐠、釹和釤）和釔土（包括釔、鏑、鈥、鉺、銩、鐿和鎦），而銪、釓和鋱有時被視為單獨的一組（鋱組），有時則是把銪歸入鈰組、釓和鋱歸入釔組。使用這種分法的主因為三組稀土的鈉和鉀複鹽在水中溶解度不同，鈰組的硫酸鈉複鹽難溶於水，鋱組的微溶，釔組的則極易溶於水。有時釔組會進一步分成鉺組（鏑、鈥、鉺和銩）和鐿組（鐿和鎦），但主流的分法仍是分成鈰組和釔組兩類。

### 輕稀土與重稀土
如今，科學家已不使用鈰組和釔組的分法，而是以原子序數作為分類的標準：原子序數較低者稱為輕稀土元素（light rare-earth elements，LREE），高原子序數者則稱為重稀土元素（heavy rare-earth elements，HREE），但對於兩類的分界點尚無統一的標準。通常，原子序數從57（鑭）到63（銪）者為輕稀土元素，原子序數大於63者則是重稀土元素。由於釔的離子半徑及化學性質和重鑭系元素非常相近，亦被歸類為重稀土元素。因此輕稀土元素相當於過去的鈰組，重稀土元素相當於釔組。至於鈧的離子半徑太小，化學性質與其他稀土元素相比差異較大，故一般既不列入重稀土也不歸於輕稀土序列。此外，原子序數居中的釤、銪和釓有時會被稱為中稀土元素（middle rare-earth elements，MREE）。
- 輕稀土元素（LREE）：鑭、鈰、鐠、釹、鉕、釤、銪、（釓）[註 1]
- 中稀土元素（MREE）：釤、銪、釓、（鋱、鏑）
- 重稀土元素（HREE）：釓、鋱、鏑、鈥、鉺、銩、鐿、鎦、釔

礦床中重稀土元素的含量通常比輕稀土元素來得稀少，因此價格相對高得多。

## 起源
稀土元素中，除了鈧之外都是比鐵重的元素，因此在宇宙中是經由超新星核合成或漸近巨星支中的S-過程（或稱慢中子捕獲過程）所產生的。
由於鉕同位素的半衰期都很短，因此原生的鉕早已衰變殆盡。在自然界中，鈾-238的自發裂變會產生微量的鉕，但絕大多數鉕是在核反應爐中人工合成的。
由於稀土元素的化學性質非常相似，岩石中稀土的濃度在地球化學過程的作用中只會緩慢改變，岩石中不同稀土的比例可用於地質年代學、測定化石的年齡。

## 全球稀土生產

全球產量1950年–2000年

在1948年以前，世界上大部分稀土都產自印度和巴西的漂砂沉積礦場。到1950年代，世界上的稀土則產自南非西開普省Steenkampskraal礦場內的獨居石礁礦石。從1960年代到1980年代，位於美國加利福尼亞州的Mountain Pass礦場讓美國成為主要的稀土生產國。印度和南非的礦場在今日仍然生產一些稀土精礦，但其規模無法與中國的生產規模相比。中國的儲藏量佔全世界的23%，但在2017年所生產的稀土數量佔全世界的81%，主要生產地點在內蒙古。澳大利亞的產量佔世界的15%，是世界第二大，也是中國以外唯一的主要生產國。世界上所有的重稀土元素（如鏑）都產自中國，例如白雲鄂博礦區（包含多種稀土金屬礦物）。位於西澳大利亞州北部霍爾斯溪東南160公里處的布朗斯山脈礦山（Browns Range mine）目前正在開發中，並有望成為中國以外第一個重要的鏑生產礦區。
由於世界對於稀土元素的需求增加導致供應緊張，人們日益擔心可能很快將會面臨短缺的情況。從2009年起的幾年之內，全球對稀土元素的需求預計每年造成超過40,000公噸的短缺，因此必須積極開發。根據2013年的報導，由於歐盟對這些元素的依賴、稀土元素又無法被其他元素替代，加上稀土元素的回收率低，世界對於這類元素的需求更會強化。由於需求增加，供應不足，將來的價格還會有更進一步上漲的可能，而中國以外的國家也會開發新的稀土礦場。此外，由於稀土對於新創科技開發很重要，世界對於它們的需求更會增長。這些在生產時需要用到稀土元素的高科技設備包括智慧型手機、數位相機、電腦零組件、半導體等，另外如再生能源、軍事設備、玻璃製造、和冶金等也需要用到稀土元素。

### 中國
中國在稀土元素生產具有絕對優勢地位，它在21世紀初期的幾項行動加深世界對於稀土供應不足的憂慮。具體方面是中國宣布出口管制和打擊走私。中國在2009年9月1日宣布計劃在2010-2015年把出口配額減少至每年3.5萬公噸，以節約稀有資源和保護環境，《中國日報》在2010年10月19日援引一位不具名的商務部官員的話報導說，中國“明年將進一步減少稀土出口配額，最多達到30%，以保護這種珍貴元素，避免過度開發。”中國政府進一步透過加強控制，迫使規模較小的獨立礦業公司為免予關閉而被併入國有企業。2010年底，中國宣布2011年上半年稀土出口配額為14,446公噸，比前一年同期的出口配額減少35%。進一步於2011年7月14日宣布降低下半年出口配額，全年度出口總量為30,184公噸，而全國總產量的上限定為93,800公噸。2011年9月，中國宣布把8個主要稀土礦中的3個停產，這3個礦場產能佔中國稀土總產量近40%。美國、歐盟、和日本在2012年3月透過世界貿易組織（WTO）就此出口和生產限制與中國對質。中國回應說這些限制的動機是出於環保考量。中國在2012年8月又宣布進行20%的減產美國、日本、和歐盟在2012年向WTO對中國提起聯合訴訟，認為中國不應縮減如此重要的出口。
稀土價格因其他國家（澳大利亞萊納斯公司轄下礦場和和美國的Molycorp轄下礦場）的新礦場開工而導致下跌。氧化鏑的價格在2011年為994美元/公斤，但在2014年跌至265美元/公斤。
WTO在2014年8月29日裁定中國違反自由貿易協定，WTO在主要調查結果摘要中表示“中國對國外和國內限制的總體效果，是鼓勵國內開採並確保中國國內製造商能優先使用這些產品。”中國在2014年9月26日宣布會根據WTO裁決行事，但需要一些緩衝時間。然後到2015年1月5日，把所有稀土出口的配額取消，但出口者需要申請出口許可證。
2019年，中國供應全球17種稀土粉末需求的85%至95%，但其中一半的精礦是由緬甸供應。緬甸歷經2021年軍事政變後，未來在關鍵礦石的供應可能受到限制。此外，有人猜測中國應對美國和歐盟國家實施的經濟制裁，可能會再次減少稀土出口。稀土元素是電動汽車製造和高科技軍事應用的關鍵材料。

### 中國以外國家
由於世界需求增加和中國對於出口的限制，一些國家正在儲備稀土資源。不斷在澳大利亞、巴西、加拿大、南非、坦桑尼亞、格陵蘭、以及美國尋找替代來源。這些國家/地區的礦場在1990年代因為中國不斷把稀土的價格壓低而被迫關閉。由於重新生產需要克服很多進入壁壘，這些礦場需要幾年的時間才能開始生產。其中一例是位於加利福尼亞州的Mountain Pass礦場在2012年8月27日宣佈在重新啟動階段的基礎上恢復運營。中國以外正在開發的其重要礦場包括有南非的Steenkampskraal礦場，這兒蘊藏世界上品質最高的稀土和釷礦，正準備恢復生產中，有超過80%的基礎設施已經完成。其他礦場包括澳大利亞中部的Nolans項目，美國阿拉斯加州博坎山項目，加拿大北部偏遠的Hoidas Lake項目，和澳大利亞韋爾德山項目]Hoidas Lake項目具有潛力可提供北美洲需求的10%（價值10億美元）。越南在2010年10月與日本簽署協議，預定從其西北部的萊州省供應日本稀土。
美國的礦業公司NioCorp Development Ltd已啟動一項不很確定結果的工作，試圖能取得11億美元資金，用於內布拉斯加州東南部的Elk CreekElk礦場開採鈮、鈧、和鈦礦，預計這個礦場可生產每年達7,200公噸的鈮鐵和95公噸的氧化鈧。
被考慮開發的礦區還有加拿大西北地區的托爾湖，和在越南的幾個地點。
此外在2010年，在格陵蘭南部的Kvanefjeld發現有大型稀土礦床存在。在該地點進行的可行性鑽探證實有大量的黑色異霞正長巖（lujavrite），其中含有約1%的稀土氧化物 (REO)。歐盟曾敦促格陵蘭限制中國在那裡開發稀土項目，但截至2013年初，格陵蘭政府表示沒有實施此類限制的計劃。許多丹麥政界人士擔憂在不久的將來包括中國在內的國家可能會在人口稀少的格陵蘭取得影響力。在西班牙中部的雷阿爾城省，擬議名為“Matamulas稀土開採”項目，據其開發商聲稱可提供的稀土數量高達2,100公噸/年（佔歐盟每年需求的33%）。但由於地方當局考慮到當地社會和環境問題，項目遭到要求而暫停。
在澳洲證券交易所（ASX）掛牌的公司Peak Resources於2012年2月宣布，他們所擁有位於坦桑尼亞的Ngualla項目，不僅擁有中國以外蘊藏量第6大的礦床，而且稀土元素的品質極佳。 
據報導，北韓在2014年5月和6月期間曾向中國出口價值約188萬美元的稀土礦。

#### 馬來西亞精煉廠
在2011年初，報導稱澳大利亞萊納斯公司在馬來西亞半島地區東海岸工業港關丹“匆忙完成”一座耗資2.3億美元的稀土精煉廠。這座工廠將提煉來自澳大利亞韋爾德山的鑭系元素精礦。精礦先被卡車運到弗里曼特爾港口，然後經由貨櫃船運到關丹卸貨。萊納斯公司預計這座工廠在兩年內能精煉出的稀土元素可滿足中國以外各國需求量的近3分之1。關丹的開發項目重新引起了人們對馬來西亞霹靂州紅泥山的關注，那裡曾有三菱化學控股子公司Asian Rare Earth所經營，於1994年關閉的稀土礦場，這座礦場留下持續的環境和健康問題。馬來西亞政府在2011年中，因為抗議事件而宣布給予萊納斯工廠限制，當時援引道瓊斯公司所屬的《巴倫周刊》僅供訂戶閱讀的報導稱萊納斯公司總共投資7.3億美元，工廠產預計可佔全球市場需求“大約達到6分之1。” 針對工廠處理的稀土元素可能有放射性危害的擔憂，馬來西亞政府發起並經國際原子能機構 (IAEA) 於2011年進行的獨立審查，並沒發現有不符合國際輻射安全標準的情況。
然而馬來西亞當局證實截至2011年10月，萊納斯公司未獲得任何進口稀土礦的許可證。2012年2月2日，馬來西亞原子能許可委員會（AELB）建議頒發臨時許可證給予萊納斯公司。萊納斯公司最終在2014年9月2日獲得AELB頒發的完整運營許可證（有效期2年）。

### 其他來源
在愛沙尼亞錫拉邁埃已經營運50年的鈾礦、頁岩、和鈰鈣鈦礦開採過程中積累的尾礦中發現有相當數量的稀土氧化物。由於國際稀土價格上漲，從這些氧化物中提取稀土已具經濟價值。目前愛沙尼亞每年出口約3,000公噸，約佔世界產量的2%。據信在美國西部的淘金潮時代的礦山曾留下大量當時被認為沒價值的尾礦，其中或許存有大量的稀土。
日本兩所大學的研究人員在2012年5月宣布，他們在日本愛媛縣發現稀土。
一艘日本深海科考船在2013年1月從南鳥島以南約250公里（160英里）深度5,600至5,800米的太平洋海床取得7個深海泥芯樣本。研究小組在海床下方2至4米處發現一個地層，其中稀土氧化物的濃度達到0.66%。潛在礦床的等級可能與中國南方的離子吸收型礦床相媲美，後者提供中國大部分的稀土元素產出，而稀土礦濃度僅在0.05%至0.5%之間。

#### 回收
另一項最近開發出來的稀土來源是電子垃圾和其他含有大量稀土成分的垃圾。資源回收新技術使得從這些廢物中提取稀土變得更加可行，目前已有回收工廠在日本運作，估計存在報廢的電子產品中共有300,000公噸稀土。在法國，羅地亞集團在拉羅謝爾和聖豐各建一個工廠，預定由日光燈、磁鐵和電池回收稀土，年產量為200公噸。煤炭和煤炭副產品是關鍵元素（包括稀土元素）的潛在來源，估計總共數量在5,000萬公噸左右。

## 用途
2015年全球稀土元素用途
2018年美國稀土元素用途。
在全球，大多數的稀土元素用於催化劑和磁鐵。在美國，超過一半的稀土元素用作催化劑，也在陶瓷器、玻璃、和拋光大量使用。
稀土元素的其他重要用途適用於高性能磁鐵、合金、玻璃、和電子產品的生產。鈰和鑭是重要的催化劑，用於石油精煉和柴油污染物還原劑之用。釹在傳統和低碳技術的磁鐵生產上很重要. 這一類別的稀土元素用於油電混合車輛和電動汽車的馬達、風力發動機的發電機、電腦硬盤、便攜式電子產品、麥克風、揚聲器。
鈰、鑭、和釹對於合金、燃料電池、和鎳氫電池的製造很重要。鈰、鎵和釹對於電子產品的製造很重要，用在液晶顯示器（LCD）和電漿顯示器（Plasma Display Panel）、光纖、雷射裝置、以及醫學影像。稀土元素另可用在醫療應用、肥料、和水處理的示蹤劑。
稀土元素被用於農業，以提高作物生長、生產力、和抗壓性，而且在經使用後似乎對人類和牲畜並無負面影響。中國廣泛把富含稀土元素的肥料用於農業生產。此外，稀土元素做飼料添加劑使用，可讓牲畜的體型增大，乳和蛋類的生產增加。然而這種做法導致牲畜體內稀土元素生物累積，並影響到相關農業區的植被和藻類生長。雖然在目前的低濃度情況下並未觀察到有不良影響，但隨著時間的推移的長期和積累的影響尚無法預測，而促使有人呼籲對其可能的影響應該進行更多的研究。
由於稀土元素的供應量有限，不同行業之間發生直接的資源競爭，例如電子行業與再生能源產業中的風力發電廠、太陽電池模板發生直接競爭。

## 對環境影響
在自然環境中的稀土元素濃度非常低。蘊藏這類資源的礦山通常位於環境和社會標準非常低的國家，因為礦山的開發，而導致有侵犯人權、森林砍伐的事情，並且污染到當地的土地和水源。
在採礦和工業生產場所附近，稀土元素的濃度會上升到正常背景水準的許多倍。稀土元素一旦進入環境，就會滲入土壤中，然後它們的遷移取決於多種因素，例如侵蝕作用、風化作用、pH值、降水和地下水等。如同金屬一樣，它們可根據土壤條件形成，無論是移動，或是被吸附到土壤顆粒中。根據它們的生物利用度，稀土元素可被植物吸收，然後被人類和牲畜攝入。對於稀土元素的開採，使用（ 肥料添加劑）和磷肥的生產，都會導致稀土元素污染 。此外，在萃取稀土元素的過程中會用到強酸，而這些酸會滲入環境，並通過水體而導致水生環境酸化。另一種會導致稀土元素污染環境的是氧化鈰 (CeO2) 添加劑，它在柴油燃燒過程中產生，成為廢氣顆粒物釋入大氣，嚴重導致土壤和水的污染。

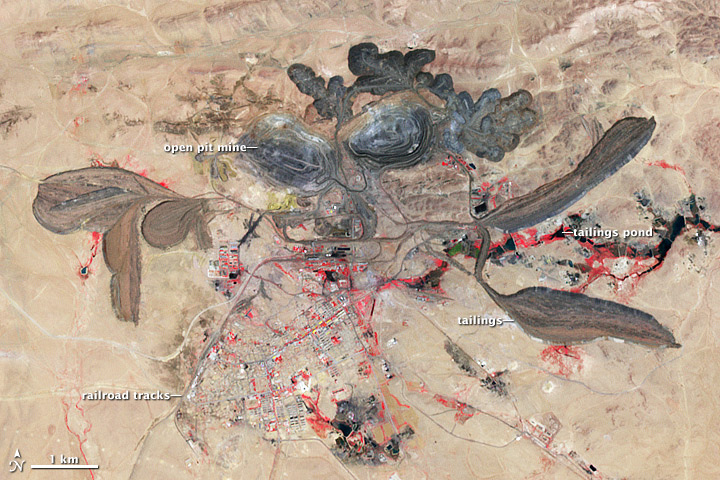
位於包頭白雲鄂博礦區的假色衛星相片，2006年

對於稀土元素的開採、提煉和回收，如果管理不當，會對環境造成嚴重後果。稀土元素尾礦中的釷和鈾因有低放射性，而存有潛在危害，這些物質如果處理不當，會對環境造成廣泛的傷害。中國在2010年5月宣布對非法採礦進行為期5個月的重大取締行動，以保護環境及其資源。預計這場取締行動會集中在中國的南方，那裡的礦山（通常是小型、農村式以及非法者）特別容易會把有毒廢物排放到一般供水中。然而，即使是位在內蒙古包頭的主要生產基地也造成嚴重的環境破壞。工業和信息化部估計清理江西省的稀土污染成本就高達55億美元。
雖然可透過各式過濾方法把採礦場隨著廢水流出的稀土元素回收，但並非每個採礦場的廢水排放出口一定會按照規定裝設過濾和回收的設備。

### 稀土回收和再利用
一篇在2004年發表的文獻顯示，除了既有的避免污染措施外，更良好的循環式供應鏈將有助於在萃取稀土元素之時就可降低污染。這表示是把在使用中，或是達到使用生命週期終點的稀土元素回收而再加利用。在2014年發表的一項研究，提出一種從廢鎳氫電池中回收稀土元素的方法，回收率可達到95.16%。

### 稀土污染的影響

#### 對於植物
開採稀土元素會對生產區周圍的土壤和水造成污染，附近植被的葉綠素減少，光合作用受到影響，植物的生長受到抑制。但是植物受到影響的程度會因當地植物的種類而異：有些植物會吸收而保留稀土元素，有些則不會。此外，植被吸收稀土元素的能力也依土壤中的稀土元素種類而定，整個過程受到許多因素的影響。植被中主要受到稀土元素污染影響的是農作物，其中蘋果和甜菜最會吸收和儲存稀土元素，稀土元素也會滲入水生環境而被水生植物吸收，並發生生物積累，有可能進入牲畜和人類的食物鏈。其中一例是中國的布袋蓮，由於在附近的農業區使用富含稀土元素的肥料，水生環境受到污染，而布袋蓮所含鈰的濃度比周遭的水中高出3倍。

#### 對於人體健康
所謂稀土元素是一組元素，各有其不同特性，在不同的環境中有不同的濃度。因為這種原因，再加上研究有限，很難確定什麼是人類的安全暴露水準。有幾項研究都側重於曝露途徑，以及與附近農業、礦場及工業生產的背景水準而做的風險評估。已有資料證明許多稀土元素具有毒性，並且存在環境或工作場所中。接觸這些物質會引發廣泛的負面健康後果，例如癌症、呼吸系統疾病、牙齒脫落，甚至是死亡。然而稀土元素種類眾多，以不同的形式和不同的毒性水準存在，因此很難做針對癌症風險和毒性發出全面警告，因為其中有些無害，而另一些則具有風險。
毒性似乎是因為大量接觸，透過攝入受到污染的食物和水，或是因為職業危害/接近受到污染的場所（譬如礦場或是城市）而吸入粉塵/煙霧顆粒而導致。因此這些居民主要面臨的問題是稀土元素的生物累積及其對呼吸系統的影響，但總體而言，可能還另存在其他短期和長期的健康影響。研究發現，生活在礦山附近的中國人與遠離礦區的對照組相比，其血液、尿液、骨骼和頭髮中的稀土元素含量要高出許多倍。這種高稀土元素水準的現象與當地人種植的蔬菜、土壤及井水中的稀土元素含量有關聯，顯示是因為受到附近礦場的影響。雖然當地男性和女性體內的稀土元素水準各不相同，但遭遇最大風險的群體是兒童，因為稀土元素會影響兒童的神經發育，影響到他們的智商，並可能導致記憶力減退。
開採稀土和冶煉的過程，會釋放氟化物進入大氣，它會與總懸浮固體 (TSP) 結合，形成氣溶膠，然後進入人體呼吸系統，並造成損害和產生呼吸系統疾病。中國在包頭所作的研究顯示，接近稀土礦場空氣中的氟化物濃度高於世界衛生組織（WHO）所設的上限，因而會影響周圍的環境，並對附近居住或工作的人構成威脅。
馬來西亞霹靂州紅土山居民們指責當地稀土精煉廠對於當地一個有11,000居民的社區，在5年內造成出生缺陷和8例白血病，而當地之前多年並沒白血病病例出現過。其中7名白血病患者死亡。精煉廠Asian Rare Earth董事Osamu Shimizu 說：“他的公司曾試圖做副產品營銷，而試售過幾袋磷酸鈣肥料；磷酸鈣本身沒放射性，也不危險”，一位紅土山的前居民說，“[用那種肥料幫助生長]草類飼養的乳牛全都死了。”馬來西亞最高法院於1993年12月23日裁定，並無證據顯示這家Asian Rare Earth曾污染當地環境。

#### 對於動物健康
把實驗大鼠暴露於各種鈰化合物的實驗發現，鈰主要會在在肺和肝臟中積累，而導致這些器官發生相關的負面健康結果。把稀土元素添加到牲畜飼料中可增加牲畜的體型以及產乳量。這類元素最常用於增加豬的體型，並發現可提高豬消化系統的消化率和營養吸收率。研究指出稀土元素的毒性與正面影響間有劑量因素存在。雖然來自環境的微小劑量或適量使用似乎沒不良影響，但已經證實大劑量對所積聚的器官有負面影響。中國的稀土開採過程導致部分地區發生土壤以及水的污染，當這些物質進入水體時，可能會在水生生物群中產生生物累積。再者，有些處在受到稀土元素污染地區的動物被診斷出有器官或是身體系統的問題。稀土元素因可保護魚類免受疾病的侵害，已被用於淡水水產養殖。稀土元素被廣泛添加到牲畜飼養的主要原因是因為它們比無機飼料增強劑具有更好的效果。

### 污染後清理
在1982年紅土山放射性污染事件之後，這座礦山在2011年一直處在需要花費1億美元做清理工作的焦點。在完成山頂數量達11,000卡車量放射性污染材料的掩埋後，預計還要在2011年夏天把“80,000多裝有放射性廢物的鋼桶移至山頂儲存區。” 
福島第一核電站事故發生之後，因為在關丹的萊納斯公司精煉場有放射性廢物，而在2011年5月發生過廣泛的抗議活動。這座工廠要加工的礦石中釷的含量非常低，公司創始人兼首席執行官尼古拉斯·柯蒂斯（Nicholas Curtis）說：“對公共健康絕對沒風險。” T. Jayabalan是當地的醫生，他說他一直在監測和治療受三菱工廠影響的患者，“他對萊納斯公司的保證抱持審慎的態度。”他說，關於礦石中釷的含量低，會比較安全的論點並沒意義，因為輻射暴露會有累積的效果。”建廠工作在聯合國國際原子能機構（IAEA）獨立小組調查完成前暫時停止，調查預計在2011年6月結束。馬來西亞政府在當年6月下旬宣布增加新的限制。
IAEA小組的調查完成後，建廠工作未遭制止。萊納斯公司在2011年依照原預算以及原日程開始生產。IAEA在2011年6月發布的報告，結論是它沒有發現有“任何不合規”的情況，而且這個項目“符合國際輻射安全標準”。
如果礦場遵循安全標準行事，對於開採工作的影響相對較低。後來宣告破產的Molycorp經常會採用比當時環境法規更高的標準，目的是改善公司的公眾形象。
在格陵蘭的Kvanefjeld，由於環境問題，是否可開辦新的稀土礦場，仍存有重大爭議。

## 地緣政治因素

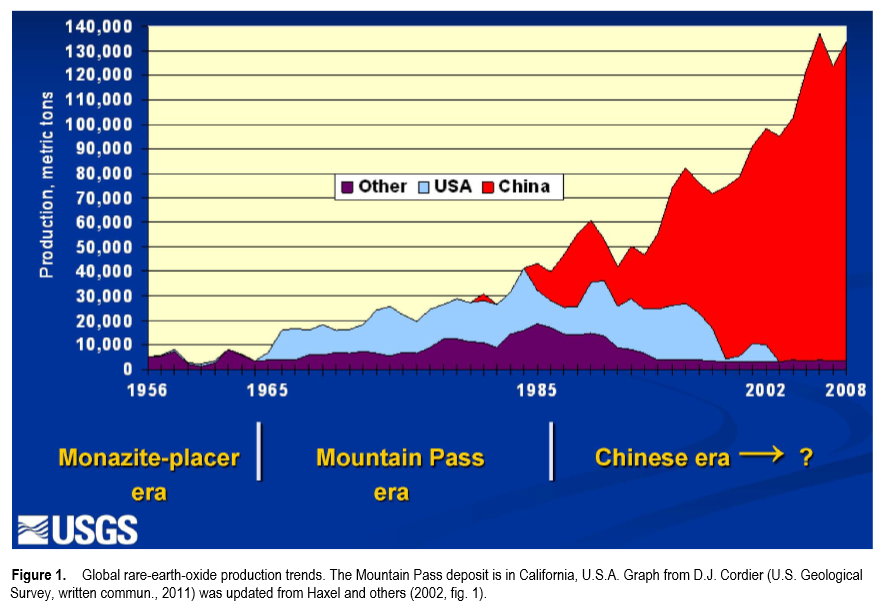
全球稀土氧化物生產趨勢圖，1956年-2008年 (美國地質調查局)

中國在全國打擊稀土礦物生產所列出的官方理由是資源會枯竭，以及相關環境問題。但中國的稀土政策也被認為具有非環境的動機。根據《經濟學人》的報導，“中國削減稀土金屬出口……是為了把中國製造商推升到供應鏈的上游，這樣他們就可向世界出售有價值的製成品，而非廉價的原材料。”此外，中國目前在世界稀土價值鏈中已具有壟斷地位（把原礦石透過精煉廠和加工廠轉化為有價值的元素）。用1970年代末至80年代末的中國政治家鄧小平的話來說，“中東有石油，中國有稀土……這些元素具有極其重要的戰略意義，一定要搞好稀土產業，充分發揮我國稀土資源優勢。”
中國具有市場控制地位的一個例子是美國通用汽車的磁體小型化研究部門，於2006年把美國辦公室關閉，然後把所有員工遷往中國（中國的出口配額僅適用於稀土原料，對於如磁鐵的製成品並無限制）。
據報導（但中國官方否認）中國應對一名中國漁船船長遭受日本海上保安廳拘留，(參照中國漁船與日本巡邏船釣魚島相撞事件）於2010年9月22日制定一項禁止向日本出口稀土氧化物（而非合金）的禁令，而在2010年9月2日，也就是漁船事件發生前幾天，《經濟學人》報導稱，“中國……在7月宣布一系列年度出口削減措施中的最新一項，這次是減少40%，精確的說是30,258公噸。“
美國能源部在2010年關鍵材料戰略報告中把鏑確定為美國依賴進口原料中最具關鍵地位者。
由美國地質調查局和美國內政部發布的2011年《中國稀土產業》報告中，對中國的產業趨勢做出概述，並審查中國指導未來生產的政策。報告指出中國在稀土產業處於領先地位。 1990年中國在此類礦產的數量僅佔世界的27%，而到2009年，世界產量為13.2萬公噸，中國產量為12.9萬公噸（即佔比高於97%）。報告稱，近期的模式表明中國將減緩此類材料的出口：“由於國內需求的增加，政府在過去幾年逐漸減少出口配額。” 中國在2006年允許47家國內稀土生產商和貿易商，以及12家中外合資稀土生產商出口，管制逐年收緊；到2011年，只有22家國內稀土生產商和貿易商，以及9家中外合資稀土生產商取得核准。政府的政策可能會繼續維持嚴格的出口管制：“根據中國的稀土發展規劃草案，2009年至2015年期間稀土年產量可能會控制在13萬至14萬公噸之間。出口配額可能在35,000公噸左右，政府可能允許20家國內稀土生產商和貿易商從事出口。”
美國地質調查局（USGS）在美國軍隊的保護下積極調查阿富汗南部的稀土礦床。從2009年起，USGS進行遙感調查和實地調查，以驗證當年蘇聯聲稱當地存有含稀土元素火山岩的說法。USGS研究小組在一座死火山的中心找到一片相當大的岩石區域，其中含有鈰和釹等輕稀土元素。估計適合開採的礦石有130萬公噸，可滿足目前水準長達10年的需求量。五角大廈估計其價值為約為74億美元。
有人認為在再生能源地緣政治的文獻中，稀土的地緣政治重要性遭到誇大，而把擴大生產的經濟誘因力道予以低估。由於釹在製造風力發動機中的永磁體佔有重要地位，有人認為這元素將會在依靠再生能源世界中的地緣政治上成為重要的競爭目標。但這種觀點因未能體認大多數風力發動機具有齒輪，並未使用永磁體，因而受到批評。

## 備註
1. ↑  IUPAC將釓劃分為輕稀土元素。

## 外部連結
- 维基共享资源上的相關多媒體資源：稀土元素